# Григорій Чудотворець (Ермітаж)
Григорій Чудотворець (Ермітаж) — відома середньовічна пам'ятка 11 - 12 століть, ймовірно, з майстерень Костянтинополя.

## Опис твору
Ікона зберегла первісну дерев'яну основу 11 - 12 століть і виконана яєчними фарбами. На золотому тлі чітко виділяється силует святого в світлому одязі. В його руці - Євангеліє. Німб над головою позначений простою лінією. Зображення досить пласке, що притаманно як візантійським, так балканським іконам. Датуванню пам'ятки сприяли стилістичні особливості живопису та напис на золотому тлі. Книга в руці святого подана в так званій візантійській перспективі, що мала відмінності від перспективи італійської, яку розроблять митці та науковці Італії у 15 столітті. Звертає на себе увагу обличчя святого зі слабкою спробою подолати площинність і надати йому деякий об'єм. Майстер трохи висвітлив чоло, зморшки на лобі та щоки. Досить добре пророблені сиві брови та сиве волосся. Вираз обличчя Григорія зосереджений, але не суворий. Він не постає грізним суддею чи полум'яним місіонером, мета якого - викорінення язичництва (як то подано в його церковному життєпису). Він дивиться трохи вбік, це досить поширений засіб візантійських майстрів наблизити умовне зображення до реальності. Достатньо індивідуально створена і сива борода, що надало умовному зображенню риси деякої портретності.
Ікона надзвичайно добре збереглася і має незначні втрати лише на золотому тлі вище голови святого, незначні пошкодження напису ліворуч та знизу зображення. В стриману кольорову гаму зображення свій різнобарвний внесок зробили лише синій комір та візерунки на одязі і книзі.
Датування ікони 11 -12 століттями підтверджують і стилістика зображення, що має чимало спільного з мозаїками та фресками  11 століття. Згодом ці риси успадкували  і перенесли в іконопис і візантійські майстри. Невідомий майстер, автор ікони,  вдало зупинився на межі між умовним та реалістичним, що так вигідно відрізняє пам'ятки іконопису Візантії від провінційних зразків Балкан, України та Росії, попри їхнє спільне іконографічне коріння.

## Провенанс
Картину зберігав Державний Російський музей. У 1930 - ті роки, коли в СРСР широко реорганізовували музеї, що несподівано перейшли у спадок більшовицькій владі від Російської імперії,  провели черговий міжмузейний обмін. Він стосувався передачі в Державний Ермітаж пам'яток середньовіччя двох історичних імперій - Візантійської та Китайської. Разом з пам'ятками мистецтва Візантії у 1935 році була передана й ікона «Григорій Чудотворець» 11 - 12 століття.